# Koča-Aufstand
Der Koča-Aufstand dauerte vom Februar bis September 1788 und war Teil des Russisch-Österreichischen Türkenkrieges (1787–1792).

## Geschichte
Der gelernte Viehhändler Koča Anđelković war der Führer der Rebellion, welche vor allem vom Kaiserreich Österreich gefördert wurde, um die Eroberung osmanischen Gebietes zu erleichtern. Diese Rechnung ging voll auf. Koča wurde allerdings vom Gegner gefangen genommen und auf grausame Weise umgebracht.
Gideon Ernst von Laudon eroberte Belgrad sodann am 8. Oktober 1789, das österreichische Königreich Serbien konnte wiederbegründet werden, bestand dann aber nur drei Jahre. Dieser Abzug Österreichs verbitterte die serbische Seite stark und man schwor sich, sich nie wieder von Österreich instrumentalisieren zu lassen. Jahre später folgte der Erste serbische Aufstand unter Karađorđe. Das war der Grundstein für die staatliche Selbständigkeit Serbiens im Jahr 1878.